# Jim Van De Laer
Jim Van De Laer (né le 11 avril 1968 à Aarschot) est un ancien coureur cycliste belge. Il est professionnel de 1989 à 1997.
Son père Julien (né en 1941) a également été cycliste professionnel dans les années 1960.

## Palmarès
- 1988
  - 3e de la Flèche ardennaise
- 1991
  - 2e du championnat de Belgique sur route
- 1992
  - 9e de la Classique de Saint-Sébastien
- 1993
  - 3e étape du Tour des vallées minières
- 1994
  - 3e du Tour de Burgos
- 1995
  - Tour de Basse-Autriche

## Résultats sur les Grands Tours

### Tour de France
4 participations
- 1992 : 30e
- 1993 : Abandon (15e étape)
- 1994 : 24e
- 1995 : 76e

### Tour d'Italie
1 participation
- 1995 : Abandon (14e étape)

### Tour d'Espagne
1 participation
- 1991 : 32e